# Менхенхолцхаузен
Менхенхолцхаузен (њем. Mönchenholzhausen) општина је у њемачкој савезној држави Тирингија. Једно је од 75 општинских средишта округа Вајмарер Ланд. Према процјени из 2010. у општини је живјело 1.629 становника. Посједује регионалну шифру (AGS) 16071057.

## Географски и демографски подаци
Менхенхолцхаузен се налази у савезној држави Тирингија у округу Вајмарер Ланд. Општина се налази на надморској висини од 260 метара. Површина општине износи 19,4 km². У самом мјесту је, према процјени из 2010. године, живјело 1.629 становника. Просјечна густина становништва износи 84 становника/km².